# なごや環境きっぷ
なごや環境きっぷ（なごやかんきょうきっぷ）とは、名古屋市交通局が名古屋市が名古屋市環境基本条例で制定した毎月8日の「環境保全の日」に発行していた磁気式カードの一日乗車券である。2006年3月8日をもって販売を終了した。同年4月1日からは、毎月8日の他に土曜、休日も含め、ドニチエコきっぷとして発売されるようになった。
なお、2005年9月23日に「なごやカーフリーデー2005」のイベントにあわせて23日当日限り有効の「なごやカーフリーデーきっぷ」を620円で、同年10月1日～10日に名城線環状化1周年を記念して10月9日、10日の2日間のうちいずれか1日有効の「バス・地下鉄トクトク一日乗車券」を600円で販売した。

## 歴史
- 1996年4月1日 - 発売を開始。地下鉄のみ1日～8日発売。市バスは当日発売のみ。
- 2006年3月8日 - ドニチエコきっぷ発売に伴い終了。

## 切符の効力
- 有効期日は毎月8日の一日のみ。
- 発売箇所は、地下鉄駅自動券売機、市バス車内。
  - 事前発売は地下鉄自動券売機のみ可能。但し、利用月の1日～8日迄で、未使用を翌月以降にまわす事はできない。
  - 当日販売は地下鉄自動券売機、市バス車内。
  - カードの絵柄は、自動券売機では、自動券売機に内蔵されているカードに印字される。市バス車内ではあらかじめ絵柄のある印刷されたカードで日付だけ印字される。
  - 地下鉄の場合は、自動改札機を利用。
  - 市バスの場合は、カードの日付面を運転手に見せる。
  - 地下鉄・市バス全線が乗り放題である。
  - 名古屋鉄道・名古屋ガイドウェイバス・名古屋臨海高速鉄道・愛知高速交通は利用できない。
  - 名鉄バスは利用できない。
  - 名古屋高速を走る市バスは、別途10円が必要である。（高速1号系統・森の里団地行き）

## 値段
- 大人：620円。
- 子供：310円。